# Martín Cuevas
Martín Cuevas Urroz (Salto, 14 de enero de 1992) es un tenista profesional uruguayo. Es hermano menor del también tenista uruguayo Pablo Cuevas, con el que ha sido pareja en torneos challengers. 
Su ranking más alto a nivel individual fue el puesto N.º 271, alcanzado el 09 de abril de 2018. A nivel de dobles alcanzó el puesto N.º 153 el 13 de mayo de 2019.

## Carrera
Es integrante del Equipo de Copa Davis de Uruguay, donde ha tenido 33 participaciones en total, ganando en 14 ocasiones y perdiendo las 19 restantes (7-16 en individuales y 7-3 en dobles).
Participa principalmente en torneos challengers y futures, obteniendo los mejores resultados en la modalidad de dobles.

### 2013
Este resultó ser un año muy bueno para el menor de los Cuevas. No solo por haber ganado 2 torneos futures más en la modalidad de dobles, sino porque logró enriquecer su palmarés con un título de la categoría ATP Challenger Series. En el Uruguay Open disputado en la ciudad de Montevideo en el mes de noviembre, se presentó en el cuadro de dobles con una invitación por parte de la organización en pareja con su hermano Pablo. Derrotaron a los principales cabezas de serie, el peruano Sergio Galdós y el argentino Andrés Molteni, para de esta manera obtener su primer título challenger en su carrera y el primero junto a su hermano.

### 2014
En el mes de marzo, ganó el Torneo Future Perú F1 en la modalidad de dobles junto al brasilero Fabricio Neis como pareja. Posteriormente obtuvo lo que fue su mejor actuación hasta el momento de su carrera, disputó la fase clasificatoria del Challenger de Arad 2014 disputado en Rumania. Tras solventar esta fase con dos victorias ante tenistas brasileros, ingresó en el cuadro principal. En primera ronda se enfrentó al invitado Vasile Antonescu a quién derrotó en 2 sets. En segunda ronda le esperaba el cuarto favorito del torneo y campeón defensor, el rumano Adrian Ungur y volvió a conseguir una victoria en dos sets por 6-3, 6-3. Por primera vez en los cuartos de final de un torneo challenger cayó derrotado ante el francés Lucas Pouille en dos sets. Culminó así una gran semana que lo elevó en el ranking hasta la posición más alta de su carrera hasta el momento al conseguir el n.º 411.
En el mes de julio obtuvo el triunfo más importante de su carrera, tras ganar el título del Argentina F12 de la categoría Future. "Bebu" se impuso 7-6(5), 6-4 a Juan Ignacio Ameal y se quedó con el Futures 12 de Argentina, que se disputó en la Ciudad de Corrientes. Este fue su primer título individual de este tipo de torneos, que le reportó 18 puntos y le permitió llegar al mejor ranking de su carrera, la posición n.º 376 el día 11 de agosto de 2014.
En el mes de septiembre, fue pieza fundamental para el Equipo de Copa Davis de Uruguay junto a su hermano Pablo Cuevas. Entre ambos sellaron la permanencia en el grupo I de la zona americana, derrotando de visitantes al Equipo de Copa Davis de Venezuela en la ciudad de Caracas. Martín, con una soberbia victoria sobre Ricardo Rodríguez fue el encargado de colocar a Uruguay 2-0 en la serie por la permanencia en el Grupo I Americano. Fue una gran victoria para "Bebu" por varias razones. La primera suya fuera del país en Copa Davis, en pista dura, una superficie que no es la habitual suya, bajo una temperatura muy alta y en una situación límite como lo es el juego por la permanencia. De esa forma lo manifestó en conferencia de prensa tras la victoria. "Estoy muy contento por haber ganado este punto porque era muy difícil, y sobre todo porque nunca había ganado un partido en cemento en Copa Davis". Al día siguiente sellaron la eliminatoria en el partido de dobles, junto a su hermano Pablo, derrotando a la pareja Luis David Martínez y Roberto Maytín y poner un definitivo 3-0 a favor de su selección.
A finales de septiembre alcanzó su tercer final en dobles en el circuito ATP Challenger Series. Disputó la final del Challenger de Quito junto al peruano Duilio Beretta, pero cayeron derrotados ante la pareja brasilera Marcelo Demoliner y João Souza por 4-6, 4-6.
Más adelante obtuvo su segundo título individual ganando el Future Brasil F12 disputado en la ciudad de San Pablo derrotando en la final al brasilero Wilson Leite. Y nuevamente junto a su hermano Pablo Cuevas defendieron con éxito el título en el Challenger de Montevideo derrotando en la final a los chilenos Nicolás Jarry y Gonzalo Lama por 6-2 y 6-4 consiguiendo el segundo título challenger de su carrera.

### 2017
"Bebu" se consagró campeón en el Future de Turquía F15, tras derrotar en la final al croata Mate Delić por 4-6, 6-4 y 6-1. Comenzó venciendo en primera ronda al croata Duje Kekez por un doble 6-1, al bosnio Tomislav Brkic en cifras de 6-1 y 6-3, al turco Marsel Ilhan por 6-3 y 6-4 al peruano Juan Pablo Varillas en semifinales por 6-0, 4-6 y 7-6 (5) para llegar a la gran definición.
Allí, ante Delic, si bien no tuvo un buen arranque pudo mejorar en el segundo set para estirar la definición al tercero y este fue infalible y pleno de confianza lo cerró para quedarse con su sexto título en individuales a nivel de Futures.

En el mes de setiembre, Martín Cuevas fue campeón del Future Argentina F7. El tenista uruguayo se consagró, tras vencer en la final al brasilero Dutra da Silva por 6-4 y 7-6(4). Bebu llegó a la final luego de enfrentarse a cuatro tenistas argentinos. Es el octavo título de torneos Future en singles en toda su carrera y el tercero en el año 2017.

### 2018
En 2018 fue el año que "Bebu" alcanzó su mejor ubicación en el ranking atp alcanzando el puesto 203 en dobles. Fue el año donde disputó su mayor cantidad de torneos atp Challenger hasta el momento, Llegó a semifinales del Challenger de Sopot en modalidad de dobles junto a Hugo Dellien. En modalidad de individuales logró avanzar hasta los cuartos de final del Uruguay Open siendo el último tenista uruguayo en dicha competición, venciendo en octavos de final a Thiago Monteiro. 
Logró en conjunto al equipo uruguayo de copa davis el pasaje a la zona Americana I de la Copa Davis, venciendo en la zona Americana II a El Salvador, Venezuela y finalmente México, ganando en este último en modalidad de individuales a Lucas Gómez

## Títulos; 25 (11 + 13)
| Leyenda                     | Individuales | Dobles |
| --------------------------- | ------------ | ------ |
| Grand Slam                  | -            | -      |
| ATP World Tour Finals       | -            | -      |
| ATP World Tour Masters 1000 | -            | -      |
| ATP World Tour 500 Series   | -            | -      |
| ATP World Tour 250 Series   | -            | -      |
| ATP Challenger Series       | -            | 3      |
| Futures                     | 11           | 12     |

### Individuales

#### ITF Futures
| N.º | Fecha      | Torneo             | Superficie | Oponentes en la final    | Resultado      |
| --- | ---------- | ------------------ | ---------- | ------------------------ | -------------- |
| 1.  | 03.08.2014 | Argentina F12      | Tierra     | Juan Ignacio Ameal       | 7-65, 6-4      |
| 2.  | 09.11.2014 | Brasil F12         | Tierra     | Wilson Leite             | 6-4, 6-4       |
| 3.  | 13.12.2015 | Rep. Dominicana F2 | Tierra     | Juan Ignacio Galarza     | 7-5, 6-0       |
| 4.  | 08.05.2016 | Rumania F1         | Tierra     | Aleksandar Lazov         | 6-4, 6-3       |
| 5.  | 19.06.2016 | Rumania F6         | Tierra     | Petru-Alexandru Luncanu  | 6-0, 6-3       |
| 6.  | 23.04.2017 | Turquía F15        | Tierra     | Mate Delić               | 4-6, 6-4, 6-1  |
| 7.  | 30.04.2017 | Turquía F16        | Tierra     | Marsel Ilhan             | 4-6, 6-4, 6-2  |
| 8.  | 15.09.2017 | Argentina F7       | Tierra     | Daniel Dutra da Silva    | 6-4, 7-64      |
| 9.  | 18.11.2017 | Argentina F9       | Tierra     | Gerónimo Espín Busleiman | 6-1, 6-0       |
| 10. | 02.12.2017 | Argentina F11      | Tierra     | Hernán Casanova          | 6-4, 6-2       |
| 11. | 10.12.2017 | Argentina F12      | Tierra     | Juan Ignacio Galarza     | 6-3, 62-7, 6-4 |

### Dobles

#### ATP Challenger Tour
| N.º | Fecha      | Torneo                       | Superficie    | Pareja        | Oponentes en la final             | Resultado          |
| --- | ---------- | ---------------------------- | ------------- | ------------- | --------------------------------- | ------------------ |
| 1.  | 03.11.2013 | Challenger de Montevideo (1) | Tierra batida | Pablo Cuevas  | Rogerio Dutra da Silva André Ghem | w/o                |
| 2.  | 23.11.2014 | Challenger de Montevideo (2) | Tierra batida | Pablo Cuevas  | Nicolás Jarry Gonzalo Lama        | 6-2, 6-4           |
| 3.  | 21.04.2019 | Challenger de Sarasota       | Tierra batida | Paolo Lorenzi | Luke Bambridge Jonny O'Mara       | 7–6(7–5), 7–6(8–6) |
| 4.  | 12.06.2021 | Challenger de Lyon           | Tierra batida | Pablo Cuevas  | Albano Olivetti Tristan Lamasine  | 6-3, 7-62          |

#### ITF Futures
| N.º | Fecha      | Torneo        | Superficie | Pareja                | Oponentes en la final                   | Resultado         |
| --- | ---------- | ------------- | ---------- | --------------------- | --------------------------------------- | ----------------- |
| 1.  | 16.05.2010 | Argentina F6  | Tierra     | Diego Cristin         | Andrés Molteni Agustín Picco            | 6-2, 6-3          |
| 2.  | 15.11.2010 | Perú F1       | Tierra     | Juan Manuel Romanazzi | Francisco Carbajal Mauricio Echazu      | 6-4, 7-6(5)       |
| 3.  | 21.11.2010 | Perú F2       | Tierra     | Juan Pablo Amado      | Rafael Aita Diego Matos                 | 6-3, 6-4          |
| 4.  | 13.02.2011 | Panamá F1     | Tierra     | Marcel Felder         | Boris Nicola Bakalov Alexander Satschko | 7-5, 6-3          |
| 5.  | 27.11.2011 | Brasil F40    | Tierra     | Juan Manuel Romanazzi | Giammarco Micolani Giorgio Portaluri    | 6-4, 6-2          |
| 6.  | 19.02.2012 | Brasil F7     | Tierra     | Fabricio Neis         | Víctor Maynard Joao Pedro Sorgi         | 6-3, 6-3          |
| 7.  | 26.07.2013 | Argentina F13 | Tierra     | Mateo Martínez        | Patricio Heras Joaquín Monteferrario    | 4-6 6-4 [10-8]    |
| 8.  | 20.10.2013 | Bolivia F5    | Tierra     | Juan Ignacio Ameal    | Christopher Racz Steffen Zornosa        | 3-6, 7-5, [10-7]  |
| 9.  | 23.03.2014 | Perú F1       | Tierra     | Fabricio Neis         | Fabiano de Paula Gastón Grimolizzi      | 64-7, 6-2, [10-2] |
| 10. | 30.04.2017 | Turquía F16   | Tierra     | Juan Pablo Varillas   | Joel Cannell James Frawley              | 6-2, 6-4          |
| 11. | 12.05.2017 | Suecia F1     | Tierra     | Christian Lindell     | David Pel Botic Van de Zandschulp       | 6-4, 63-7, [11-9] |
| 12. | 18.03.2018 | Italia F3     | Tierra     | Hugo Dellien          | Gianluca Di Nicola Walter Trusendi      | 7-61, 7-5         |